# Peddie (Südafrika)
Peddie ist eine Stadt in der südafrikanischen Provinz Ostkap (Eastern Cape). Sie ist Verwaltungssitz der Gemeinde Ngqushwa im Distrikt Amathole. 2011 lebten dort 4658 Einwohner.

## Geographie
Peddie liegt etwa auf halbem Wege zwischen den Städten Makhanda und King William’s Town und zwischen den Unterläufen von Great Fish River im Westen und Keiskamma im Osten. Der Indische Ozean ist rund 25 Kilometer entfernt.

## Geschichte
1835 wurde an der Stelle des heutigen Ortes im Zuge des Sechsten Grenzkrieges ein Fort erbaut, das nach dem britischen Offizier John Peddie benannt wurde, der die damaligen Truppen gegen die Xhosa anführte. Zugleich erhielten zu den Briten loyale Mfengu das Recht, sich in dem damaligen Frontgebiet anzusiedeln. In der Folge entstand der Ort Fort Peddie. 1837 richtete die South African Missionary Society eine Missionsstation ein. Das Fort wurde ausgebaut und hielt 1837 und 1846 Angriffen der Xhosa stand. 1847 erhielt das Gebiet um Peddie und Alice als Victoria-Distrikt Autonomie, 1848 trennte sich der Süden mit Peddie als Peddie von Victoria ab. 1853 wurde der Ortsname zu Peddie verkürzt, 1862 gab die Armee den Standort auf. 1904 hatte der Ort 473 Einwohner. 1905 erhielt er Gemeindestatus. Peddie wurde 1974 Teil des 1961 gebildeten Homelands Ciskei, das 1994 in der Provinz Ostkap aufging.

## Wirtschaft und Infrastruktur
Die Bewohner leben überwiegend von der Landwirtschaft, vor allem der Viehzucht, aber auch dem Anbau von Ananas. Das Nompumelelo Hospital befindet sich in Peddie in einem historischen Gebäude aus der Gründerzeit des Ortes.
Die Fernstraße N2 führt in Nord-Süd-Richtung durch den Ort. Die Regionalstraße R345 führt nach Alice im Nordwesten und nach Osten Richtung East London.

## Sonstiges
Das Nationaldenkmal Witmelkhoutboom steht nahe bei Peddie. An diesem Baum der Art Sideroxylon inerme schworen Vertreter der Mfengu im Jahr 1835 Gott und dem britischen König Treue. Dafür erhielten sie das Recht, sich dort anzusiedeln.
Das Fort existiert nicht mehr, in unmittelbarer Nähe steht aber östlich des Ortes auf einem Hügel ein 1841 errichteter, annähernd würfelförmiger früherer Wachtturm. Auch eine ehemalige Kaserne steht noch.